# 18281 Tros
18281 Tros è un asteroide troiano di Giove del campo troiano. Scoperto nel 1977, presenta un'orbita caratterizzata da un semiasse maggiore pari a 5,1985621 UA e da un'eccentricità di 0,1023196, inclinata di 9,54554° rispetto all'eclittica.
L'asteroide è dedicato a Troo, Re di Troia ed eponimo della città di Troia.